# Лески (герб)
Лески (пол. Leski) — польский дворянский герб.

## Описание
В красном поле два восстающих, противообращенных борзых пса.
Нашлемник: две возникающие такие же как в щите борзые.

## Герб используют
8 родов
Ezelik, Leski, Leskiewicz, Leskowicz, Leszkiewicz, Łazarewski, Łazkiewicz, Łęski